# 신영대
신영대(申榮大, 1968년 1월 15일~)는 대한민국의 정치인이며, 제21·22대 국회의원이다.

## 생애
군산 회현면에서 출생하였으며, 부모는 군산 지역에서 우유 판매점을 운영하였다. 국회의원 보좌관과 대통령비서실 행정관을 지냈다.
전북대학교 총학생회 사회부장으로서, 1988년 시위를 주도하다 현장에서 체포되어 구속되었다.
1988년 9월 24일 집회및시위에관한법률위반 혐의로 징역 10월, 집행유예 2년을 선고받았다.
1990년 1월 21일 전주경찰서는 전북대학교 총학생회장 신영대를 구속했다. 신영대는 수십차례에 걸쳐 전북대학교 내외의 시위를 주도하거나 적극 가담한 혐의로 1년 동안 수배를 받아왔다.
1991년 7월 3일 특수공무집행방해, 특수공무집행방해치상, 폭력행위등처벌에관한법률위반, 집회및시위에관한법률위반 혐의로 징역 3년, 집행유예 5년을 선고받았다.

### 보안사령부 사찰 피해
1990년 10월 4일 육군 윤석양 이병은 국군보안사령부 서빙고분실에서 동향파악자 개인색인표와 컴퓨터 디스켓을 갖고 탈영하여 보안사령부의 민간인 사찰을 폭로하였다. 신영대는 전북대학교 총학생회장으로서 학생운동과 관련하여 전국 각 대학교 총학생회장 198명의 사찰 명단에 포함되었다.

## 학력
- 군산중앙국민학교 졸업
- 군산동중학교 졸업
- 군산제일고등학교 졸업
- 전북대학교 상과대학 경영학 학사
- 전북대학교 경영대학원 경영학 석사
- 전북대학교 대학원 경영학 박사 과정 수료

## 경력
- 전북대학교 총학생회 회장
- 전국대학생대표자협의회 부의장
- 국회 한병도 의원실 보좌관
- JIAT 전북자동차기술원 행정실 실장
- 노무현 정부 대통령비서실 행정관
- 민주당 부대변인
- 이재정 경기도교육감 정책비서관
- 국회 전해철 의원실 보좌관
- 한국도로협회 상임부회장
- 문재인 정부 대통령직속 국가균형발전위원회 전문위원
- 연세대학교 객원교수
- 더불어민주당 원내부대표
- 더불어민주당 상근대변인
- 2020년 4월 15일: 대한민국 제21대 국회의원 선거 당선(전북 군산시, 더불어민주당, 초선)
- 2020년 5월~2024년 5월: 더불어민주당 전북특별자치도당 군산시 지역위원회 위원장
- 더불어민주당 제20대 대선경선기획단 위원(초선 대표)
- 2022년 9월~2024년 10월: 더불어민주당 중소기업특별위원회 위원장
- 2023년 10월~2024년 5월: 더불어민주당 원내부대표
- 2024년 4월 10일: 대한민국 제22대 국회의원 선거 당선(전북 군산시·김제시·부안군 갑, 더불어민주당, 재선)
- 2024년 5월~: 더불어민주당 전북특별자치도당 군산시·김제시·부안군 갑 지역위원회 위원장

### 의정 활동
- 2020년 5월 30일~2024년 5월 29일: 제21대 국회의원(전북 군산시, 더불어민주당, 초선)
  - 2020년 6월~2022년 5월: 제21대 국회 전반기 산업통상자원중소벤처기업위원회 위원
  - 2020년 6월~2020년 9월: 제21대 국회 전반기 운영위원회 위원
  - 2020년 7월~2024년 5월: 국회 대중문화 미디어 연구회 구성의원
  - 2021년 7월~2022년 5월: 제21대 국회 전반기 예산결산특별위원회 위원
  - 2021년 12월~2022년 4월: 제21대 국회 언론미디어제도개선 특별위원회 위원
  - 2022년 7월~2024년 5월: 제21대 국회 후반기 산업통상자원중소벤처기업위원회 위원
  - 2023년 2월~2024년 5월: 제21대 국회 첨단전략산업 특별위원회 위원
  - 2023년 10월~2024년 5월: 제21대 국회 후반기 국회운영위원회 위원
- 2024년 5월 30일~: 제22대 국회의원(전북 군산시·김제시·부안군 갑, 더불어민주당, 재선)
  - 2024년 6월~2025년 6월: 제22대 국회 전반기 기획재정위원회 위원
  - 2024년 6월~2025년 6월: 제22대 국회 전반기 예산결산특별위원회 위원
  - 2025년 6월~: 제22대 국회 전반기 국토교통위원회 위원

## 전과
- 집회및시위에관한법률위반: 징역 10월, 집행유예 2년 - 1988년 9월 24일 선고[4]
- 특수공무집행방해, 특수공무집행방해치상, 폭력행위등처벌에관한법률위반, 집회및시위에관한법률위반: 징역 3년, 집행유예 5년 - 1991년 7월 3일 선고[4]

## 역대 선거 결과
|  | 29.60% |

|  | 16.75% |

|  | 59.24% |

|  | 86.73% |

## 소속 정당
| 소속 정당 | 소속 정당      | 소속 기간 | 비고      |
| --------- | -------------- | --------- | --------- |
|           | 민주당         | 1995      | 정계 입문 |
|           | 무소속         | 1995      | 탈당      |
|           | 새정치국민회의 | 1995~2000 | 창당      |
|           | 새천년민주당   | 2000~2003 | 합당      |
|           | 무소속         | 2003      | 탈당      |
|           | 열린우리당     | 2003~2007 | 창당      |
|           | 대통합민주신당 | 2007~2008 | 합당      |
|           | 통합민주당     | 2008      | 합당      |
|           | 민주당         | 2008~2011 | 당명 변경 |
|           | 민주통합당     | 2011~2012 | 합당      |
|           | 무소속         | 2012~2017 | 탈당      |
|           | 더불어민주당   | 2017~현재 | 복당      |

## 같이 보기
- 군산시 (2000년 선거구)
- 군산시·김제시·부안군 갑
- 군산시의 국회의원
- 김제시의 국회의원
- 부안군의 국회의원